# Hanni Fink
Hanni Fink także Hanni Finková - była czechosłowacka saneczkarka narodowości niemieckiej, mistrzyni Europy.
Pochodziła ze Smržovki. Na mistrzostwach Europy wywalczyła cztery medale. W latach 1934 oraz 1935 zostawała najlepszą zawodniczką kontynentu. W 1938 i 1939 kończyła zawody na najniższym stopniu podium.